# Äntasjön (Tölö socken, Halland)
Äntasjön är en sjö i Kungsbacka kommun i Halland och ingår i Rolfsåns huvudavrinningsområde. Sjön är 6,6 meter djup, har en yta på 0,139 kvadratkilometer och befinner sig 83,4 meter över havet. Vid provfiske har abborre, gädda och regnbåge fångats i sjön.

## Delavrinningsområde
Äntasjön ingår i det delavrinningsområde (638245-128465) som SMHI kallar för Mynnar i Stensjö. Medelhöjden är 94 meter över havet och ytan är 30,83 kvadratkilometer. Det finns inga avrinningsområden uppströms utan avrinningsområdet är högsta punkten. Fälån som avvattnar avrinningsområdet har biflödesordning 2, vilket innebär att vattnet flödar genom totalt 2 vattendrag innan det når havet efter 12 kilometer. Avrinningsområdet består mestadels av skog (83 %). Avrinningsområdet har 0,96 kvadratkilometer vattenytor vilket ger det en sjöprocent på 3,1 %.